# 吉爾伯茲 (伊利諾伊州)
吉爾伯茲（英語：Gilbirds）是位於美國伊利諾伊州布朗縣的一個非建制地區。該地的面積和人口皆未知。

## 地理
吉爾伯茲的座標為40°55′23″N 90°42′05″W / 40.92306°N 90.70139°W，而該地的平均海拔高度為201米（即659英尺）。